# یژی اوپارا
یژی اوپارا (انگلیسی: Jerzy Opara؛ زادهٔ ۲۱ اوت ۱۹۴۸) قایقران کانو اهل لهستان است.